# Magyar Ede
Magyar Ede, születési nevén Oszadszki Ede (Orosháza, 1877. január 31. – Szeged, 1912. május 5.) magyar építész. A szegedi szecessziós stílusú építészet kiemelkedő képviselője, Szeged mediterrán jellegű arculatának építészeti megjelenítéséhez jelentős mértékben hozzájárult.

## Életrajza
Oszadszki Mihály asztalos harmadik gyermekeként született. Hároméves volt, amikor a család felvette a Magyar nevet. A Budapesti Állami Felső-Építőipari Iskolában szerzett építőmesteri képesítést 1901-ben. Külföldi tanulmányútjai után főleg Szegeden tevékenykedett. A szegedi Reök-palota 1907-es megépítése hírnevet szerzett neki és sorra kapta a megrendeléseket.
Mindössze 35 évesen, szerelmi bánatában önkezével vetett véget életének. 2004-ben Szeged városa örökös gondozásba vette a Dugonics-temetőben található sírját.[forrás?]

## Munkássága
Az art nouveau csapongó vonalritmusa, díszítő világa jelenik meg első alkotása a Szeged, Tábor utca 5. szám alatti ház (1904–1905) kapuzatának rovarszemes ornamentikájában, mely az 1959-es emeletráépítés és homlokzatátépítés után is érintetlenül megmaradt a kapualj két oldalán sorakozó, gipszből formált csavaros indákkal keretezett lány alakok formájában. A belépőt virággal köszöntő, napkorong háttérrel eszményített nőalakok a szecessziós szimbolika szép megtestesítői. A kor híres táncosnői alakját (Loie Fuller, Yvette Guilbert) idézi fel.
Életműve megalapozta hírnevét a Tisza Lajos körút és a Kölcsey utca sarkán épült kétemeletes Reök-palota (1906–1907). Díszítő kincsének legszebb alkotóelemei a vízinövények hullámzó indái és virágai, az épület kovácsolt lépcsőkorlátjai és erkélykorlátjai, melyek kivitelezője Fekete Pál, a szegedi vasművesség egyik kiváló mestere. Higgadtabb formaképzés jellemzi a Kárász utca és a Somogyi utca sarkán álló háromemeletes Ungár-Mayer-féle házát (1908–1911), amely városképileg igen jelentős épület és különösen a Kálvária sugárút felől uralja a város sziluettet. Az épület földszintje vasbetonszerkezet, melynek terveit Zielinski Szilárd irodája készítette. Legszebb része a hatalmas kupolaszerű saroktorony, amelyet a Tábor utcai kapualj leányalakjainak bádogszobra vesz körül.

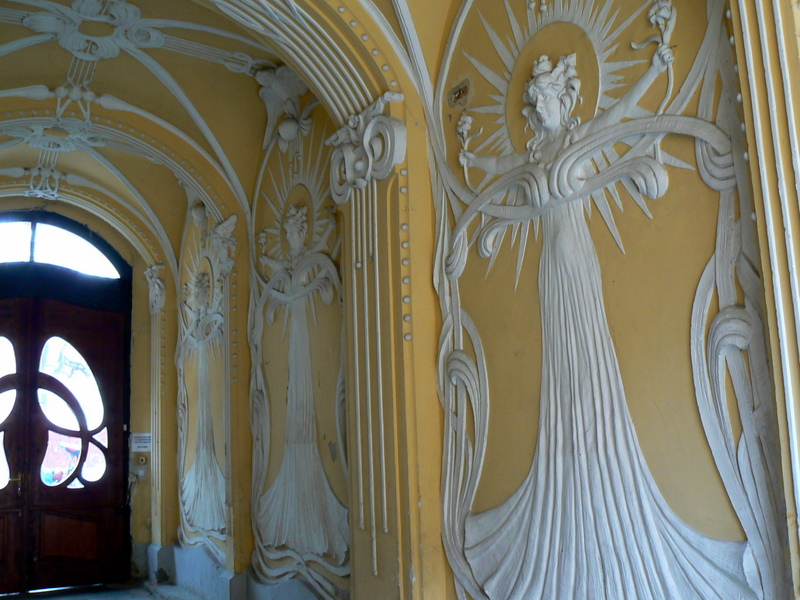
Szeged, Tábor utca 5. kapualj

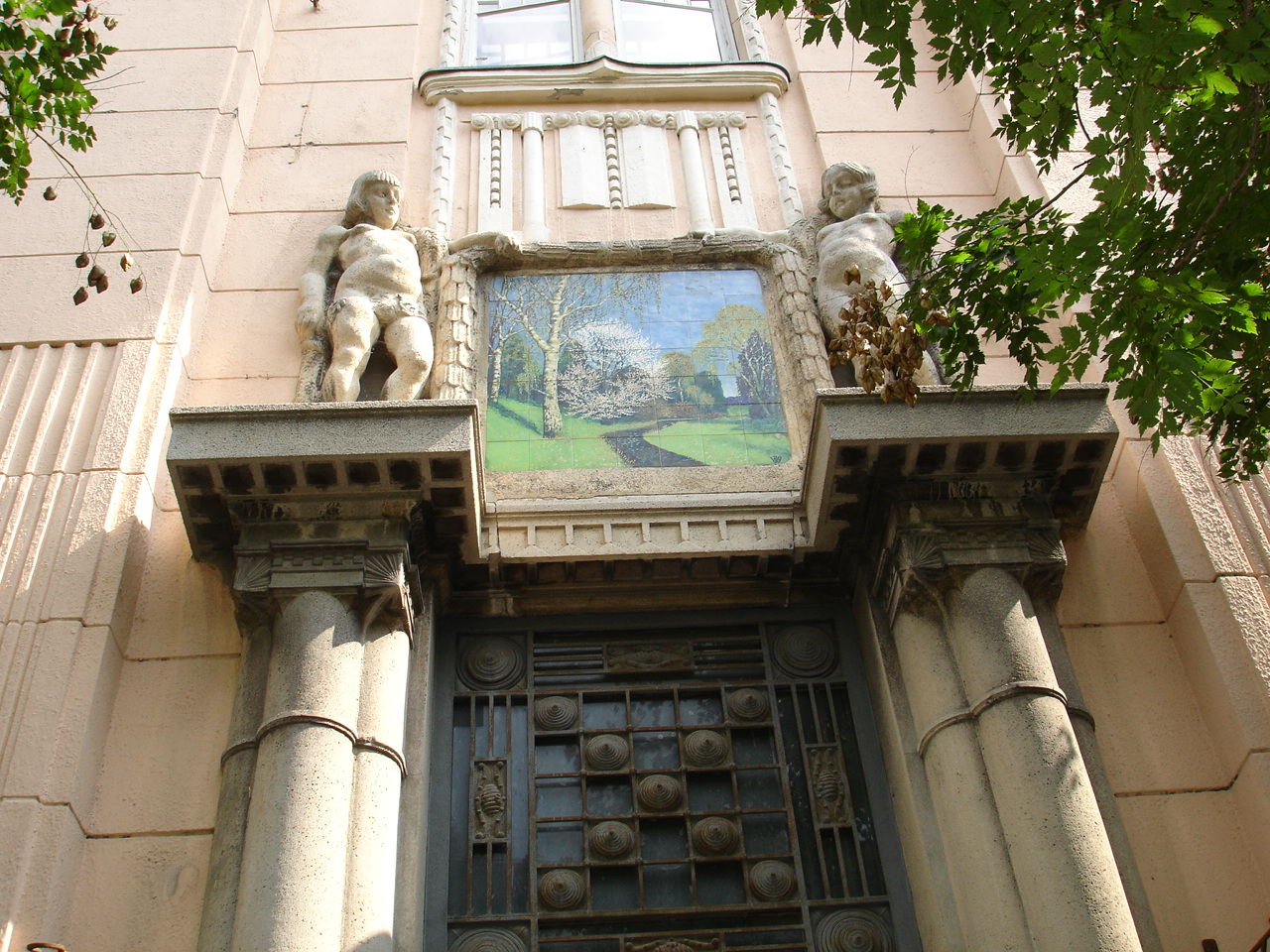
Szeged, Jósika utca 14.

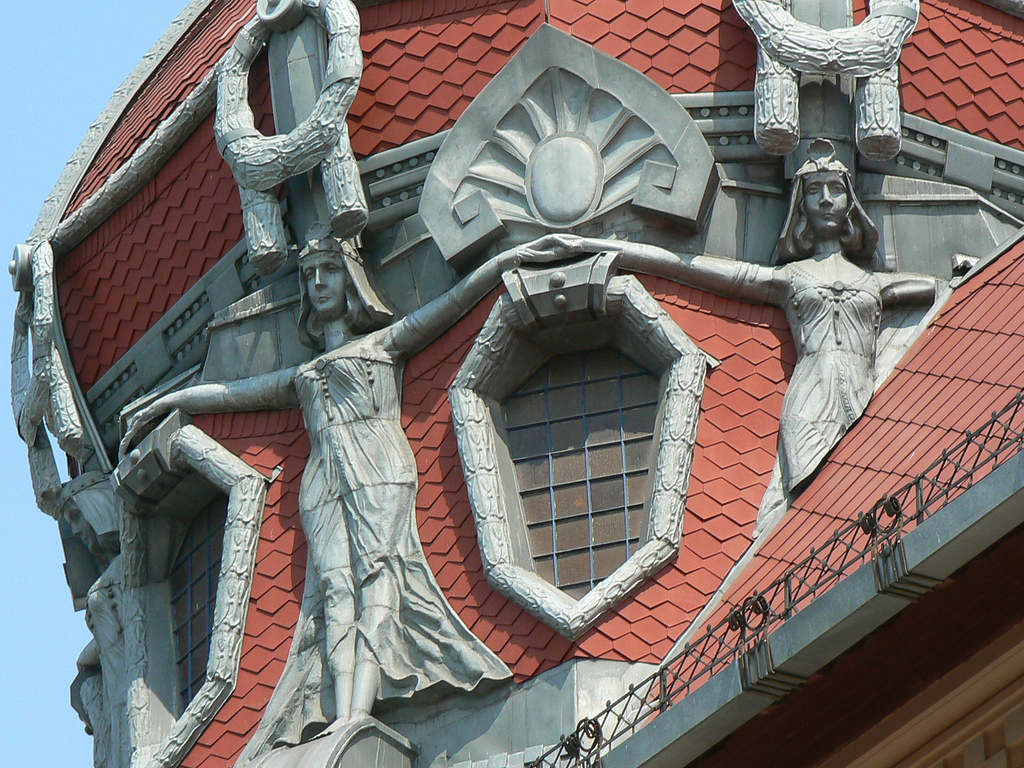
Szeged, Ungar-Mayer-palota kupola dísze

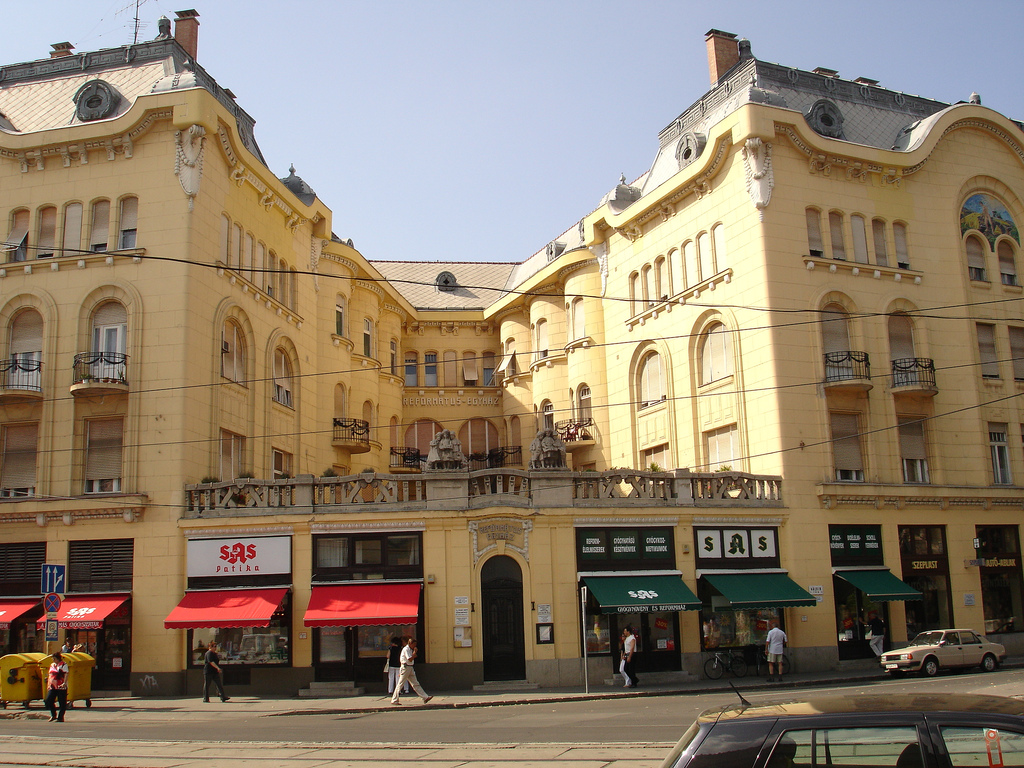
Református Palota

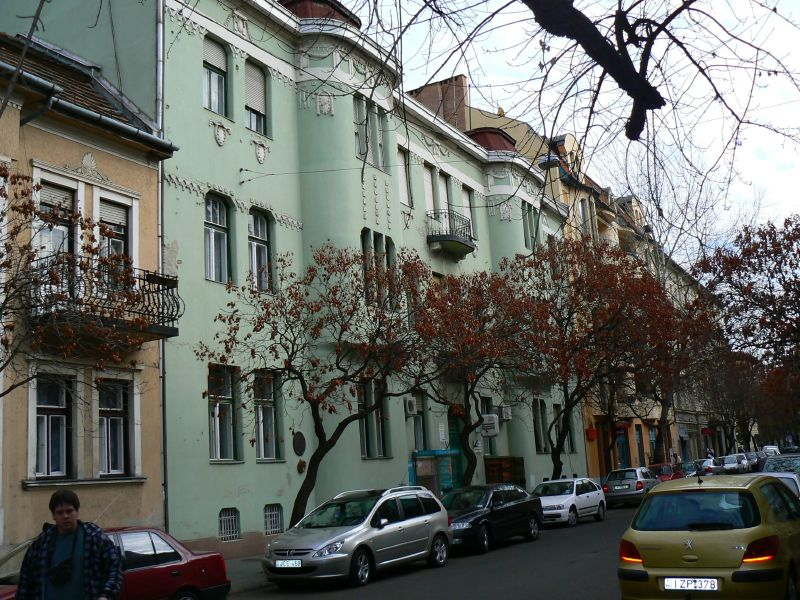
Szeged, Vitéz utca 5.

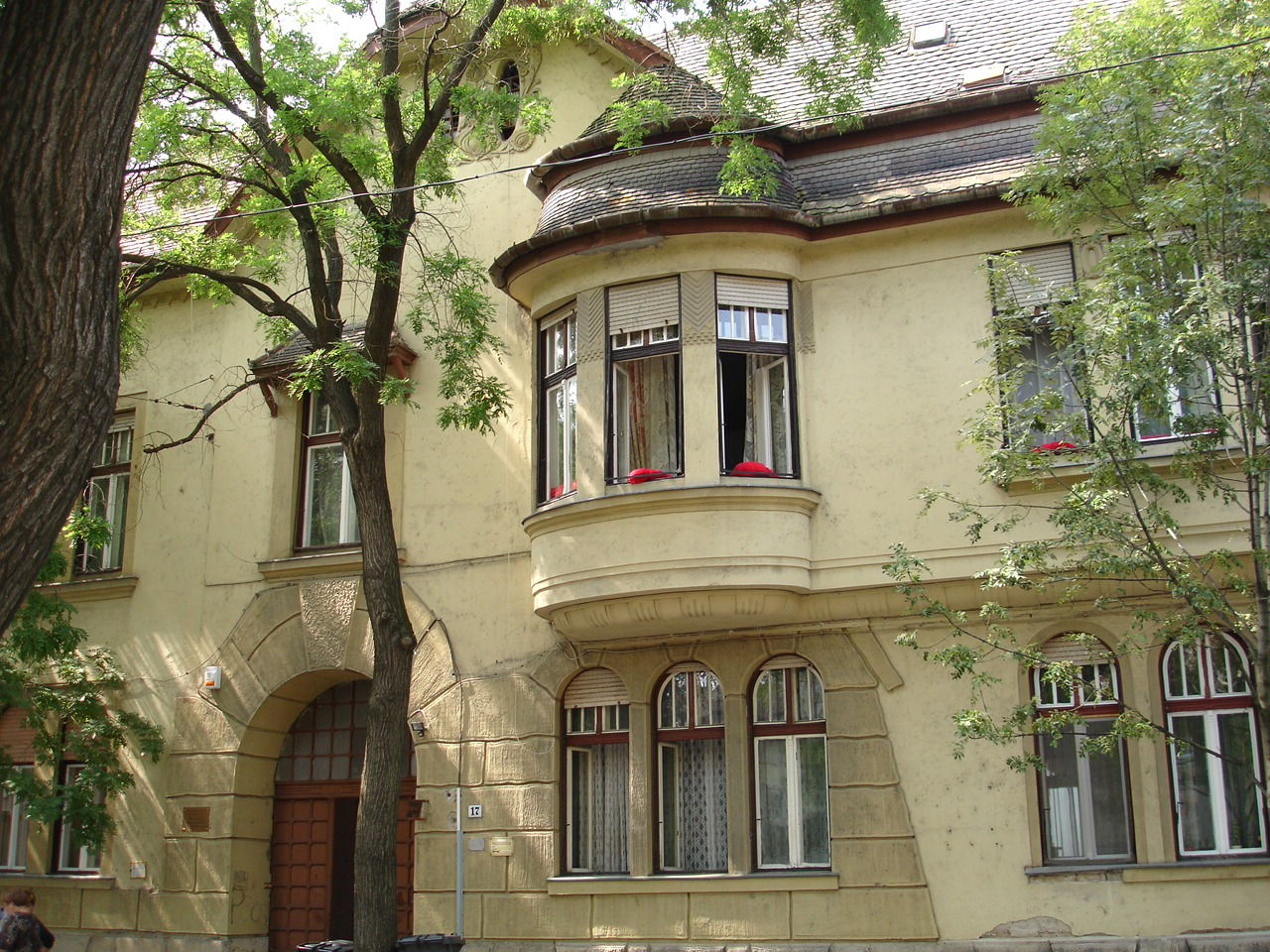
Szeged, Bolyai János utca 17.

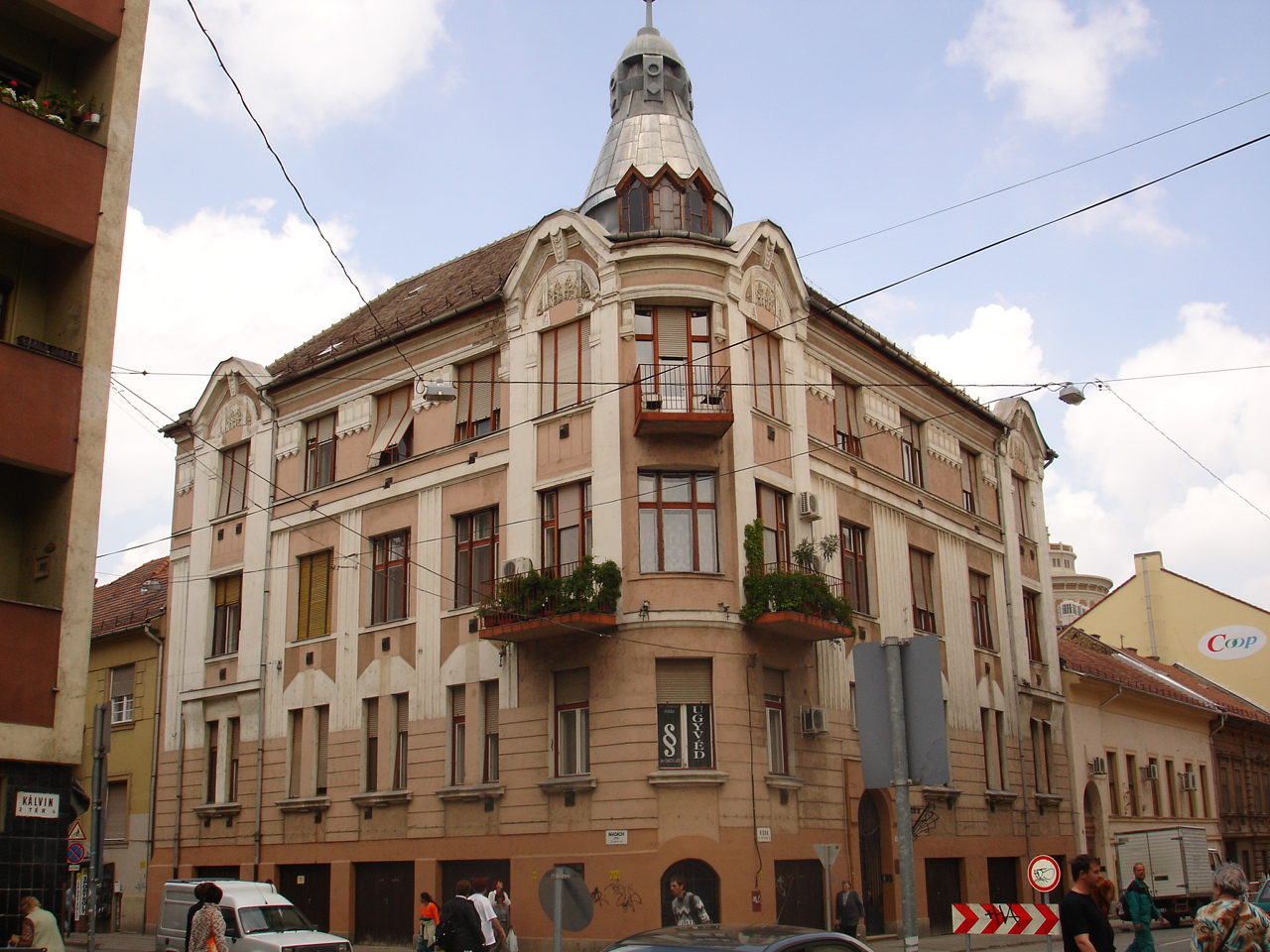
Vidra utca2.

Magyar Ede formavilága tovább egyszerűsödik a Kálvin teret meghatározó, a Tisza Lajos körút 37. szám alatt épült Református Palotán (1910–1912). Az épület két szélén kiemelt homlokzatokat mélyen beugró, barokkosan hajló, erkélyes kapuzattal fogja egybe. Díszítőelemeiben – mozaikképeivel és kovácsolt vasrácsaiban – továbbra is hű maradt a szecessziós formavilághoz. A Református Palota és a Jósika utca 14. számú épületek még életében elkészültek. „Egyéni tragédiája az utóbbi épület tervezése kapcsán következett be. A tervek többszöri egyeztetése közben beleszeretett megrendelője feleségébe, s az építkezést ezt követően a saját költségén fejezte be. Új életet próbált kezdeni. Anyagi gondjai a csőd szélére sodorják, és felesége sem volt hajlandó elválni tőle. Végső kétségbeesésében 1912. május 5-én ebben az épületben, a Jósika utca 14. sz. házban agyonlőtte magát.”
Néhány munkája csak halála után készült el; Feketesas utca 25. – Tisza Lajos körút 50.; Bolyai János utca 15.; melyet Sós Aladár fejez be, és a Wőber-ház a Kiss Ernő utca – Tisza Lajos körút 34. sarkán.
 „A jelentős megbízások mellett kisebb feladatokat is elvállal. Ezek többsége szerény kivitelű bérház. Közülük csak a Szűcs u. 9. sz. (1905) egyemeletes lakóház érdemel említést, érdekes folyondár keretezésű ablakai, kapurácsai miatt” »Az egy évvel később elkészült Vidra utca és Madách utca sarkán álló másik épületet a szerző nem említi«

## Jelentősége
A magyar szecesszió kiemelkedő tervezője volt, akit „magyar Gaudínak” is neveztek. Annak ellenére, hogy legismertebb műve, a Reök-palota nagyon ritka magyar példája az art nouveau francia, illetve spanyol irányvonalának, ez az elnevezés félrevezető, hiszen legtöbb épülete ennél szigorúbb vonalvezetésű, kevesebb növényi és egyéb díszítést alkalmaz. Országos szinten Magyar Ede egyedi munkássága mind a mai napig kevéssé ismert. Ennek lehetséges okai korai halála és az a tény, miszerint összes művét vidéken alkotta. Szeged belvárosának arculatát nagy mértékben meghatározta.

## Művei
Az alábbi listák gerincét Bakonyi Tibor gyűjtése adja.

### Megvalósult épületek
- Goldschmidt-ház (Szeged, Tábor u. 5.) (1904–1905) 1959-ben új emeletet építettek rá, mellyel jelentősen módosult az építészeti karakter.
- Emeletes lakóház (Szeged, Bécsi krt. 22.) (1904)
- Schäffer-ház (Feketesas u. 17-19./Kígyó u. 2-3./ Tisza L. krt. 40.) (1904–1905) – néhol Burghardt-házként hivatkoznak az épületre[7]
- Emeletes lakóház (Szeged, Szűcs u.9.) (1905)
- Lakóház (Szeged, Párizsi krt. 39.) (1906)
- Tedeskó-ház (Szeged, Bartók tér 10.) (1911) 1950-es évek végén emeletráépítés miatt elveszítette eredeti arányait és tagozatainak egy részét.[8]
- Reök-palota (Szeged, Tisza L. krt. 56.) (1907. november) Jelenleg a Regionális Összművészeti Központ otthona.
- Emeletes lakóház (Szeged, Juhász Gy. u. 11.) áttervezés (1907)
- Emeletes lakóház (Szeged, Zászló u. 7.) (1907)
- Kétemeletes lakóház (Szeged, Zsótér u. 1/a) (1907) – elbontva
- Kétemeletes lakóház (Szeged, Arany J. u. 14. (1907–1908)
- Emeletes lakóház-Endrényi nyomda (Szeged, Dáni u. 6.) (1908)
- Református templom (Nagykikinda, Szerbia, Dositejeva út 40.) (1908 körül)
- Forbáth-villa (Szeged, Budapesti krt. 3.) (1909) – elbontva
- Kétemeletes lakóház (Szeged, Mikszáth K. u. 3.) (1909) – elbontva
- Ungar–Mayer-ház, Szeged, Kárász utca 16. (1910–1911)
- Rottmann-ház, (Zenta) (1910) Közvetlen bizonyíték nincs arra vonatkozóan, hogy Magyar tervezte volna, azonban több forrás stílusazonosságra hivatkozva akként kezeli.[9]
- Simon-palota, (Hódmezővásárhely, Kinizsi u. 1.) (1910) [10]
- Református palota (Szeged, Tisza L. krt. 27.) (1910–1912)
- Ivankovics-villa, Kárász-villa, Reök-villa (Horgos-Kamaráserdő, Szerbia) (1910)
- Vasútállomás (Horgos–Kamaráserdő, Szerbia) (1910–1911)
- Kétemeletes lakóház (Szeged, Jósika u. 14.) (1911)
- Kétemeletes lakóház (Szeged, Vitéz u. 5.) (1911)
- Kétemeletes lakóház (Szeged, Liliom u. 14./Boldogasszony sgt. 18.) (1911)
- Royal Szálló (Zenta) (1911)[11]
- Csiky Gergely Színház (Kaposvár) (1911. Stahl Józseffel együttműködve)
- Gazdasági és Iparbank székháza (Szeged, Feketesas u. 25./Tisza L. krt. 50) Nem a tervek szerint valósult meg (1911–1913)
- Wőber-palota (Szeged, Kiss Ernő u. 5. – Tisza Lajos krt. 32.)[12] (1912–1913) – helyi egyedi védelem alatt áll[13]
- Emeletes lakóház (Szeged, Bolyai u. 17.) (1912)
- Landesberg-ház (Szeged, József Attila sugárút 8.) (1911-1912)

### Egyéb művek, tervek
- Szegedi Korcsolyacsarnok tervpályázat (1902)
- Szatymazi ártéri fürdő terve (1906)
- Kaposvári Városi Színház tervpályázata (1909)
- A Reök-család sírboltja (Szeged, református temető)
- Vasúti palota tervpályázat (Szeged) (1911) Az építész tervét visszavonta.

### Galéria

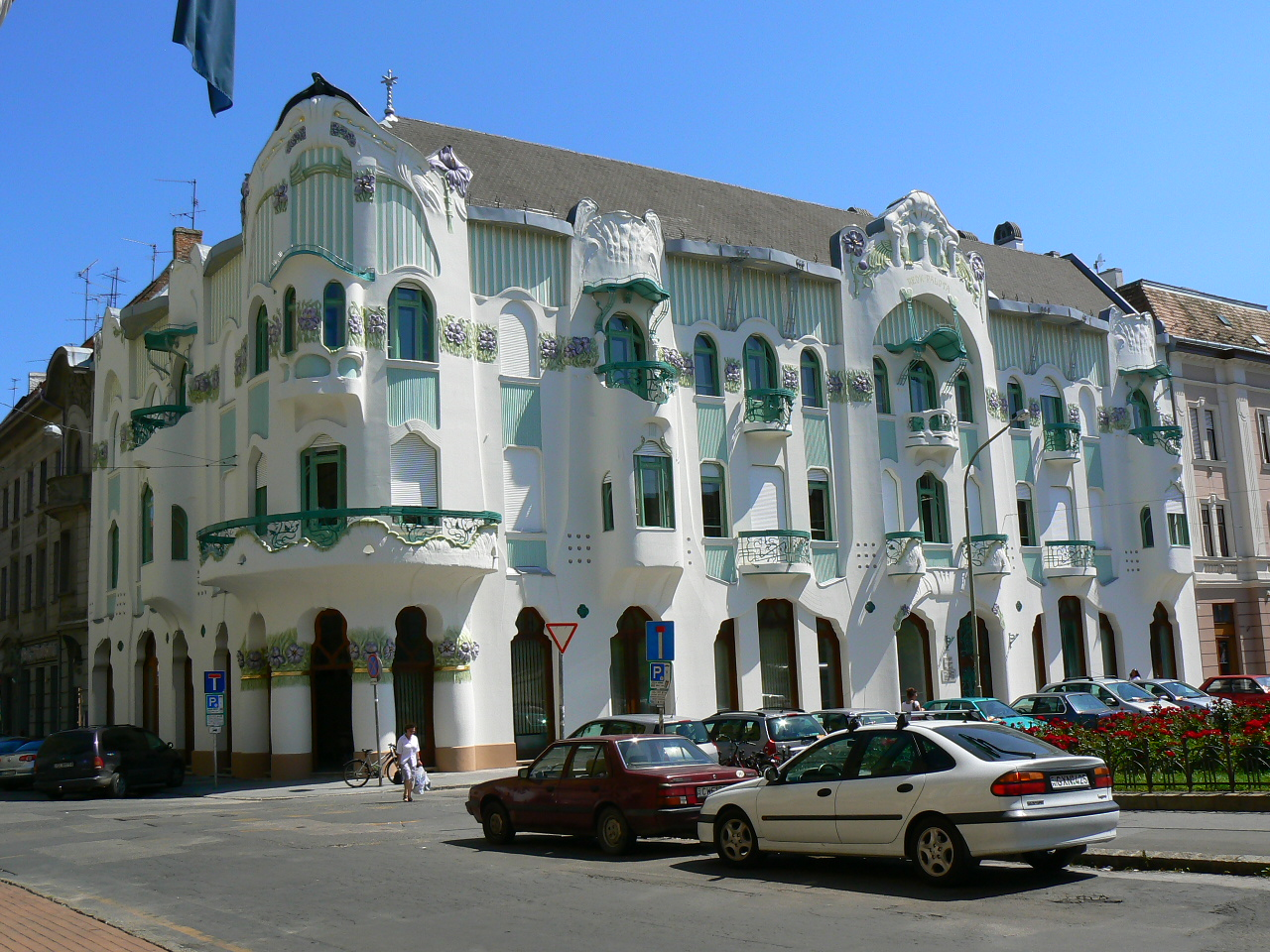
Reök-palota, Szeged, 1907 (Regionális Összművészeti Központ)
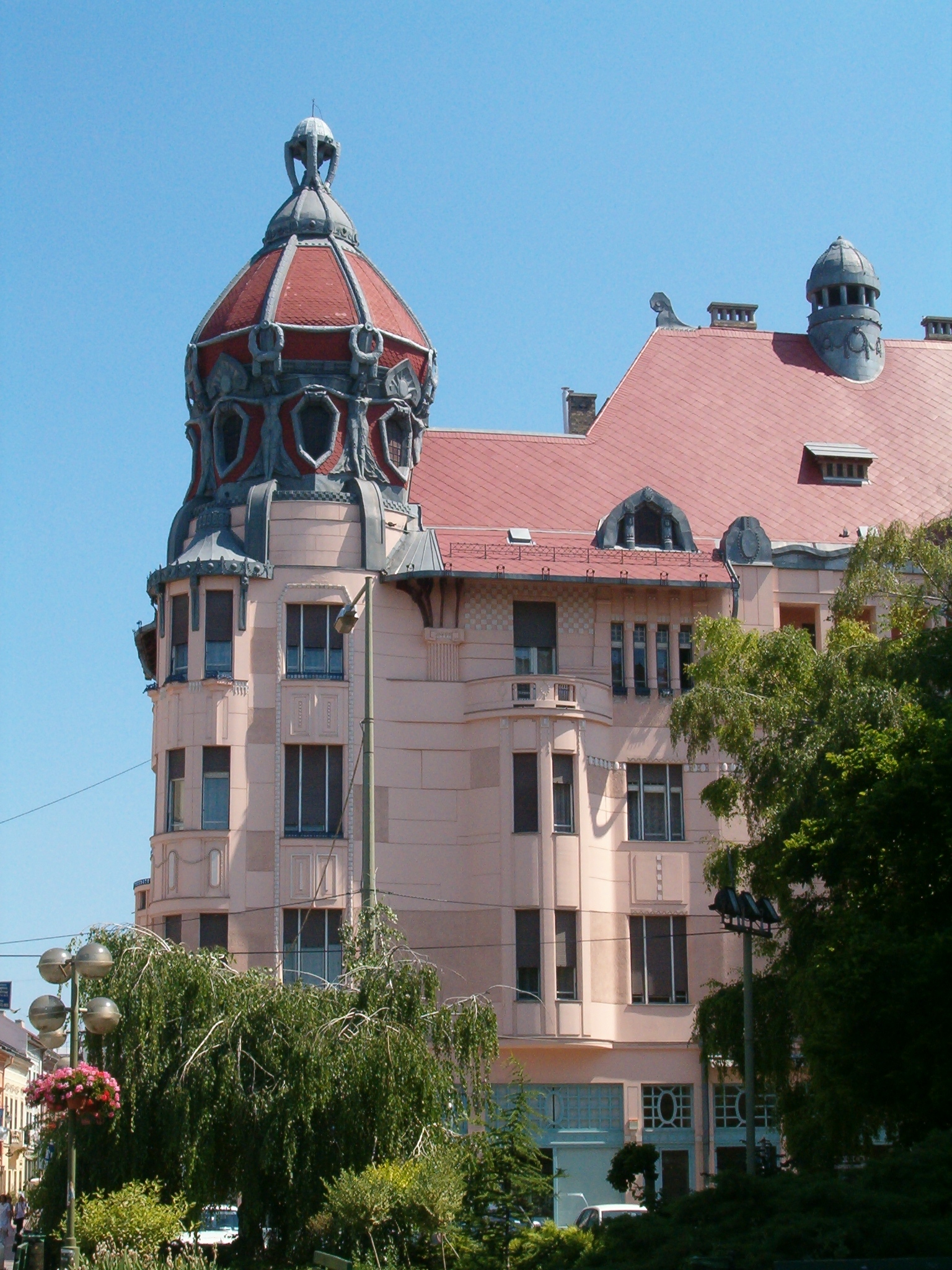
Unger–Mayer-ház, Szeged, Dugonics tér – Kárász utca sarok
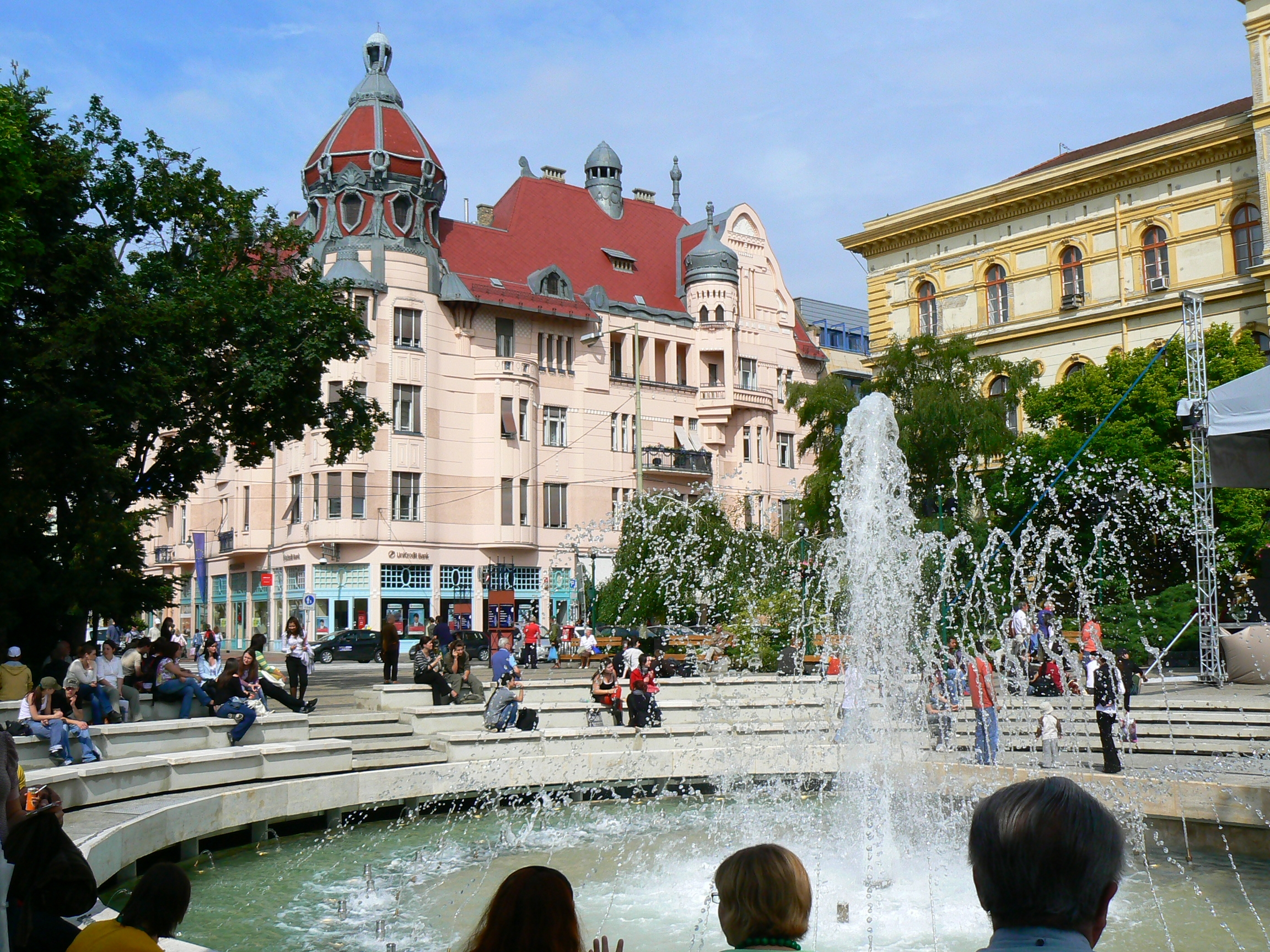
Unger-Mayer-ház a Dugonics téri szökőkúttal

## Emlékezete

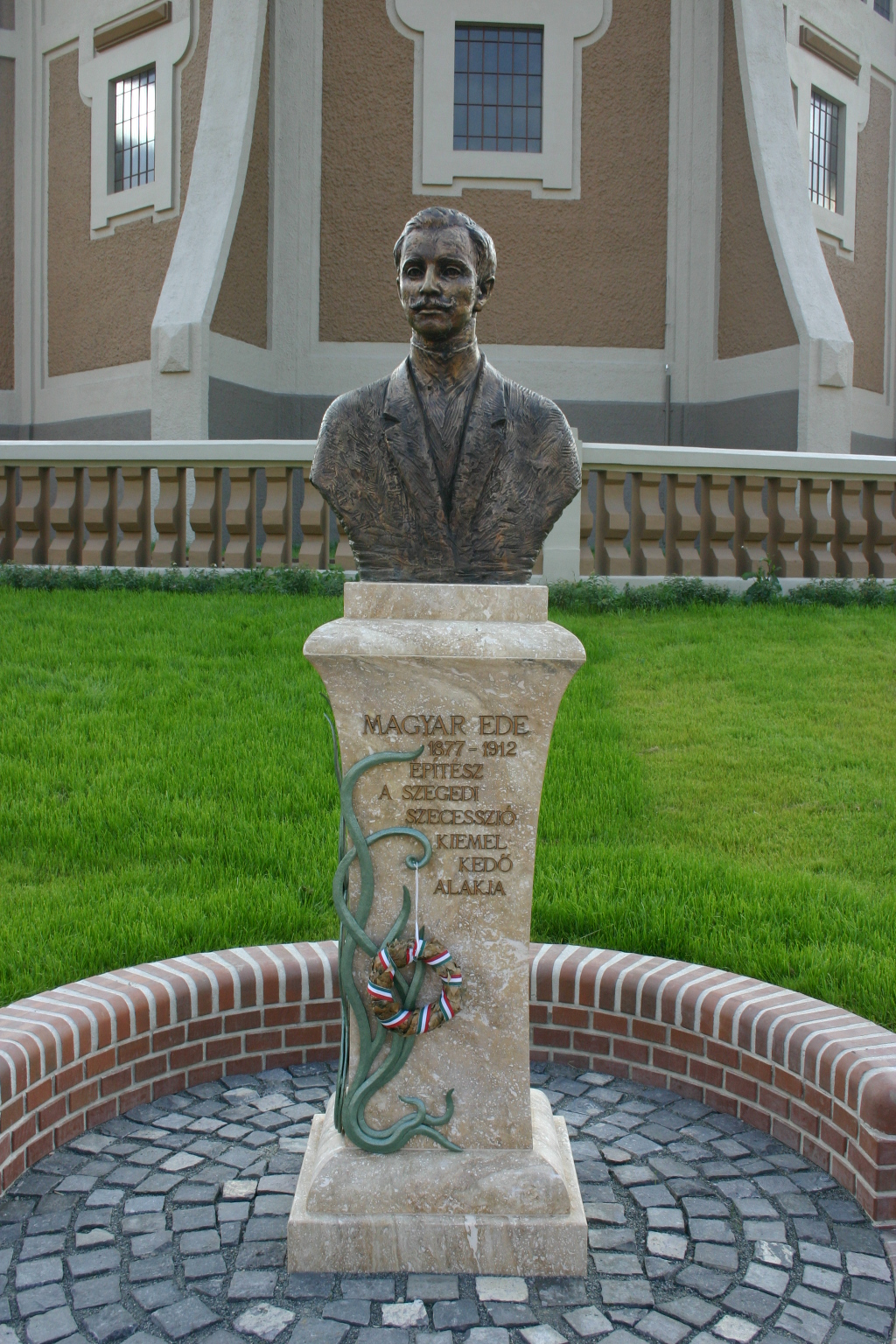
Mellszobra a szegedi víztoronynál

- Szegeden a Szent István téren 2007-ben mellszobrot állítottak emlékére[14]

## Átváltozások

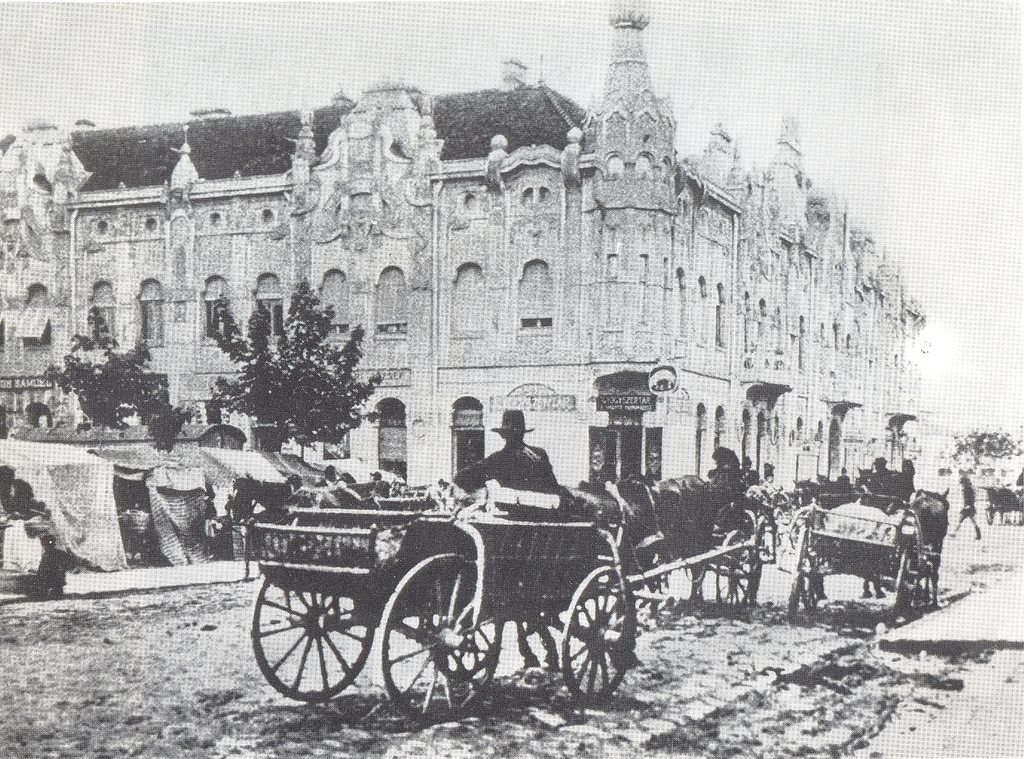
Tábor utca 5. az 1910-es években
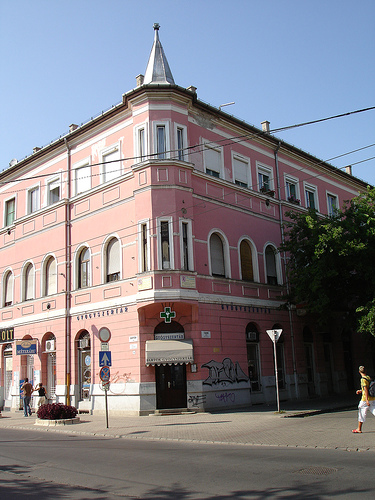
Tábor utca 5. 2005
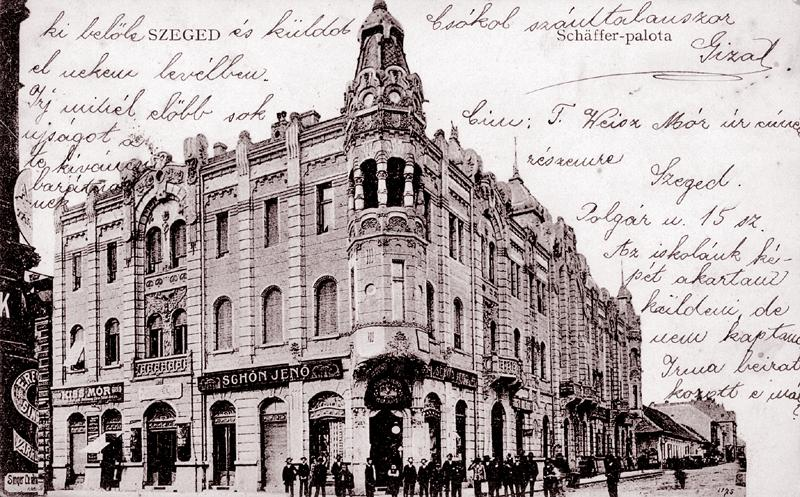
Schäffer-palota 1904-ben
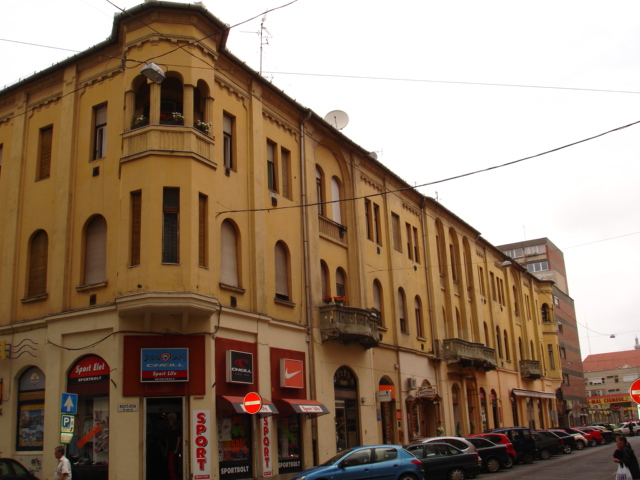
Schäffer-palota 2005